# 핑구 도스
핑구 도스(Pingo Doce)는 포르투갈에서 가장 큰 슈퍼마켓 운영업체 중 하나이며, 2023년 기준 매장 수는 482개이다.
핑구 도스는 포르투갈 회사인 제르니모 마르틴스와 네덜란드의 아홀드 델레이즈 산하에 있다. 1992년부터 핑구 도스는 제르니모 마르틴스가 51%, 네덜란드 소매 체인인 아홀드 델레이즈가 49%의 지분을 보유한 합작 투자 회사로 운영되었다.

1998년부터 2008년까지 쓰였던 핑구 도스 로고

2008년에 핑구 도스는 현재의 로고로 로고를 변경하였으며 Feira Nova 슈퍼마켓과 대형 슈퍼마켓을 핑구 도스 브랜드로 통합하고 보다 공격적인 마케팅과 광고 캠페인을 수행했다. 제르니모 마르틴스는 Ara를 통해 2013년 3월 콜롬비아에서 현지 사업을 시작했다. 2008년부터 2010년까지 핑구 도스는 Feira Nova 브랜드를 인수했다. 2021년 핑구 도스는 크리스마스 징글과 함께 "Quem trouxe, quem trouxe? Foi o Pingo Doce!([그것]을 누가 가져왔나요? [그것]을 누가 가져왔나요? 스윗드롭이었어요!)"라는 슬로건을 내세웠다.